# Grona-Aalsum-Serie
Die Küstenmotorschiffe der Grona-Aalsum-Serie wurden in acht Einheiten für die Papenburger Reederei Grona Shipping gebaut. Das Typschiff Grona Aalsum wurde Ende 2010 unter dem Namen Emsriver  von Piraten gekapert und kam rund zwei Monate später wieder frei.

## Beschreibung

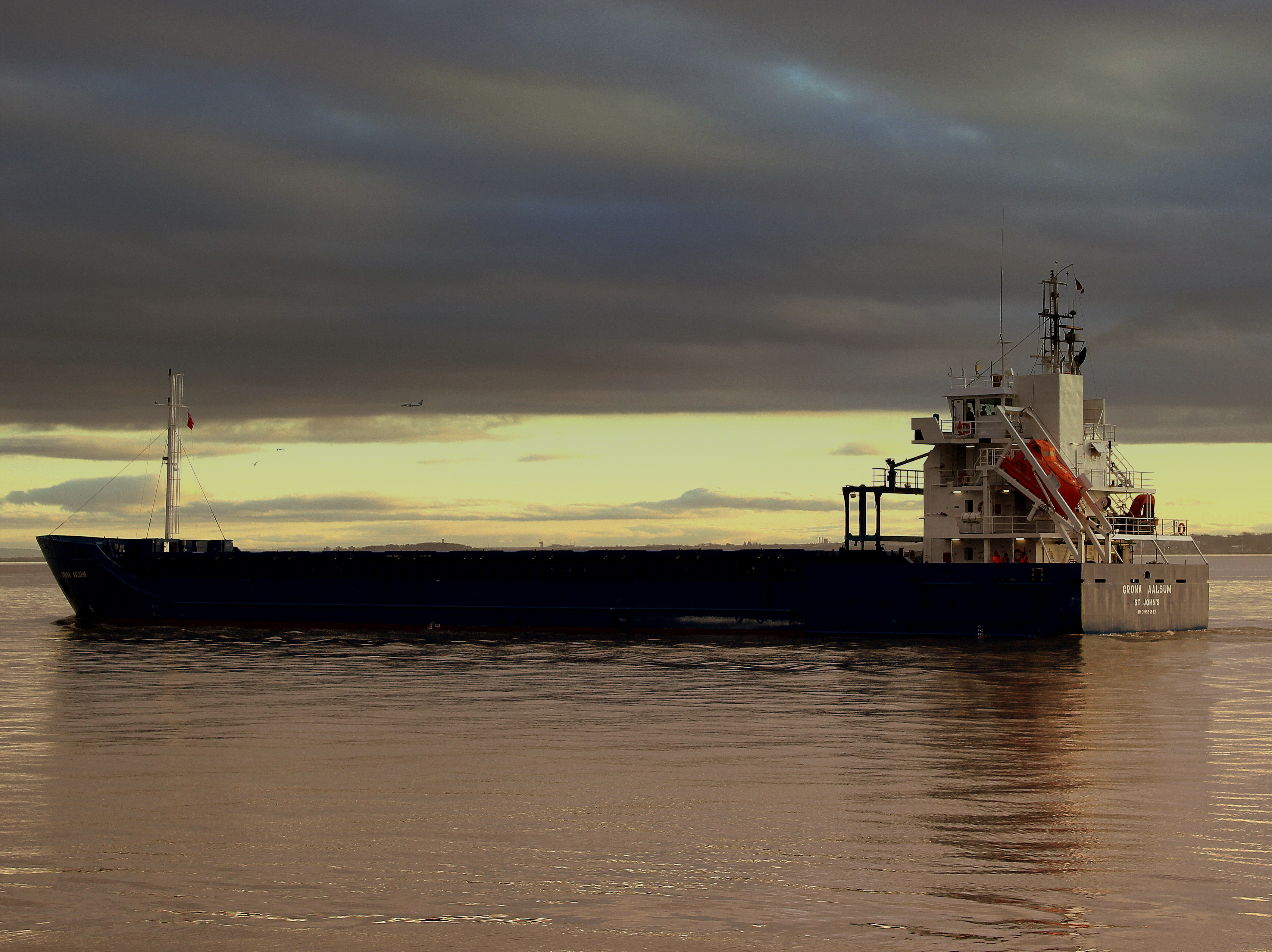
Heckansicht der Grona Aalsum

Gebaut wurde die acht Einheiten umfassende Serie bei der Werft Western Marine Shipyard in Chittagong. Das erste Schiff wurde Ende 2008 auf Kiel gelegt, aber erst zwei Jahre später fertiggestellt und als Grona Ammersum abgeliefert. Das letzte Schiff kam im April 2012 in Fahrt. Die Reederei hatte eine Option auf den Bau weiterer vier Schiffe die jedoch nicht ausgeführt wurde.
Die Schiffe sind Trockenfrachter mit achtern angeordneten Aufbauten. Sie verfügen über einen einzelnen kastenförmigen Laderaum mit einer Länge von 61,80 Metern, einer Breite von 11,20 Metern und einer Höhe von 9,60 Metern. Das Laderaumvolumen beträgt 6599 m3, die  Tragfähigkeit rund 5100 Tonnen. Die Tankdecke des Laderaums ist sowohl für den Transport von schweren Ladungen verstärkt, als auch mit Einrichtungen für den Transport von Containern versehen. Der Laderaum wird mit Pontonlukendeckeln seefest verschlossen, die mit einem Lukenwagen bewegt werden.
Die Antriebsanlage der Schiffe besteht aus einem 6M25C Sechszylinder-Viertakt-Dieselmotor des Herstellers Krupp Mak Maschinenbau GmbH in Kiel. Der Motor leistet bis zu 2000 Kilowatt bei 750 Umdrehungen pro Minute und treibt einen Verstellpropeller und einen Wellengenerator an. Die An- und Ablegemanöver können durch ein Bugstrahlruder unterstützt werden. Als Hilfsmotoren sind zwei Dieselmotoren mit jeweils 215 kW und ein Notdiesel mit 81,5 kW verbaut.

## Entführung
Somalische Piraten brachten die Emsriver am 27. Dezember 2010 im Golf von Aden, 175 Seemeilen nordöstlich des  omanischen Hafens Salala in ihre Gewalt.
Das Schiff war mit einer Ladung Petrolkoks von Dschabal Ali in den Vereinigten Arabischen Emiraten nach Griechenland unterwegs. Der Besatzung gehörten neben sieben Seeleuten von den Philippinen ein Bürger der Russischen Föderation an. Bei der Kaperung diente der im Juli 2010 im Nordteil der Meeresstraße Bab al-Mandab gekaperte Chemikalientanker Motivator als Mutterschiff. Am 2. März 2011 wurde die Emsriver wieder freigelassen. Nach Informationen von Reuters waren 3 Millionen US$ Lösegeld bezahlt worden, was von der Reederei weder dementiert noch bestätigt wurde.

## Schiffe
| Grona Ammersum-Serie | Grona Ammersum-Serie | Grona Ammersum-Serie | Grona Ammersum-Serie | Grona Ammersum-Serie                                                      |
| Bauname              | Bau- nummer          | IMO- Nummer          | Ablieferung          | Umbenennungen und Verbleib                                                |
| -------------------- | -------------------- | -------------------- | -------------------- | ------------------------------------------------------------------------- |
| Grona Ammersum       | 928/01               | 9551662              | 26. November 2010    | 2010 Emsriver, 2012 Grona Aalsum, 2016 Auriga, 2017 Lunamar, so in Fahrt. |
| Grona Biessum        | 928/02               | 9552020              | 15. Dezember 2010    | 2010 Emssea, 2012 Grona Biessum, 2016 Norma, 2017 Costamar, so in Fahrt.  |
| Grona Farmsum        | 928/03               | 9552032              | 31. März 2011        | 2011 Emslake, 2016 Reymar, so in Fahrt.                                   |
| Grona Damsum         | 928/04               | 9552044              | 31. März 2011        | 2011 Emsdollart, 2016 Miramar, so in Fahrt.                               |
| Grona Jarssum        | 928/05               | 9552056              | 1. August 2011       | 2011 Emswave, 2016 Rocamar, so in Fahrt.                                  |
| Grona Loppersum      | 928/06               | 9552068              | 11. September 2011   | 2012 Emstide, 2016 Estemar, so in Fahrt.                                  |
| Grona Marsum         | 928/07               | 9552070              | 2. April 2012        | 2012 Emsflow, 2013 Grona Marsum, 2016 Faromar, so in Fahrt.               |
| Grona Nansum         | 928/08               | 9552082              | 2. April 2012        | 2012 Emswater, 2013 Grona Nansum, 2016 Aceromar, so in Fahrt.             |